# They Entertain Company
They Entertain Company è un cortometraggio muto del 1912 diretto da Chauncy D. Herbert.
Recitato da attori in carne e ossa, il film si ispira alle tavole del celebre fumetto disegnato da Rudolph Dirks. È il quarto di una serie di corti prodotti dalla Selig sui personaggi di Dirks.

## Trama
Le chiassose birichinate che combinano Hans e Fritz nel corso della cena organizzata in onore di mamma Katzenjammer

## Produzione
Il film fu prodotto dalla Selig Polyscope Company.

## Distribuzione
Distribuito dalla General Film Company, il cortometraggio uscì nelle sale cinematografiche statunitensi il 24 maggio 1912. Nelle proiezioni, veniva programmato con il sistema dello split reel, accorpato in un'unica bobina con un altro corto prodotto dalla Selig, la commedia The Lost Hat.

## Serie Katzenjammer della Selig
- The Katzenjammer Kids (1912)
- They Go Toboganning (1912)
- They Plan a Trip to Germany (1912)
- They Entertain Company (1912)
- They Go to School (1912)
- School Days (1912)
- Unwilling Scholars (1912)
- The Arrival of Cousin Otto (1912)